# Marilyn Monroe
Marilyn Monroe (født 1. juni 1926, død 5. august 1962) (født Norma Jeane Mortenson, men døbt Norma Jeane Baker) var en af Hollywoods største filmstjerner 1950-60; verdensberømt efter bl.a. filmene Gentlemen Prefer Blondes (Gentlemen foretrækker blondiner) og How to Marry a Millionaire (Tre piger søger en millionær) i 1953, River of No Return, (Skæbnefloden) 1954, The Seven Year Itch, (Den søde kløe) 1955, Bus Stop (Bus Stop), 1956, The Prince and the Showgirl (Prinsen og korpigen), 1957, Some Like It Hot (Ingen er fuldkommen), 1959 og The Misfits (De frigjorte), 1961, og det største sexsymbol i efterkrigstiden[kilde mangler]. Marilyn Monroe døde af en overdosis barbiturater (sovepiller) i sit hjem i Los Angeles.
Marilyn Monroe giftede sig første gang med nabodrengen Jim Dougherty. Hun var 16 år gammel. Anden gang, da hun netop havde fået sit første store gennembrud i Gentlemen Prefer Blondes, med Joe DiMaggio, USA's mest berømte baseballspiller. Tredje gang med Arthur Miller, kendt venstreorienteret jødisk-amerikansk dramatiker (forfatter til bl.a. skuespillet En sælgers død og Efter Syndefaldet, som beskrev sit ægteskab med Marilyn Monroe).
Marilyn Monroe havde en affære med John F. Kennedy USA's præsident, og der er spekulationer om, Kennedy-familien var indblandet i hendes tragiske død. Hun optrådte ved John F. Kennedys fødselsdag, hvor hun sang "Happy Birthday, Mr. President".
Alle Marilyns ægteskaber endte med skilsmisse og uden børn.
I filmen Blonde, 2001, som handler om Marilyns liv, ses mange af Marilyns nævnte problemer.
En anekdote om Marilyn Monroe fortæller, at hun besvarede en journalists spørgsmålet: "Hvad har De på om natten, Miss Monroe?" – med: "Det eneste, jeg har på, er Chanel no. 5".[kilde mangler]

## Familie og tidlige liv
Marilyn Monroe blev født den 1. juni 1926 på Los Angeles County Hospital som Norma Jeane Mortenson (kort efter ændret til Baker), som tredje barn af Gladys Pearl Baker (født Monroe 27. maj 1902 - 11. marts 1984). Monroes fødselsattest nævnte faderen som Martin Edward Mortensen (28. februar 1897-10. februar 1981 (alder:83), af norsk afstamning, skader efter bilulykke) med bopæl "ukendt". Mortenson er opført på fødselsattest, selv om Gladys straks fik det ændret til Baker, som er hendes første ægtemands efternavnet, og som hun stadig brugte. Mortenson var stavet forkert på fødselsattesten, og det førte til forvirring om, hvem hendes biologiske far var. Gladys Baker havde giftet sig med en Martin E. Mortensen i 1924, men de skulle have været skilt før Gladys' graviditet. Flere af Monroes biografer tyder på, at Gladys Baker brugte hans navn for at undgå stigmatisering af illegitimitet. Mortensen døde i en alder af 85/83, hvor Monroes fødselsattest blev opdaget sammen med hendes forældres ægteskabs- og skilsmissedokumenter. De viste, at Mortensen søgte om skilsmisse fra Gladys den 5. marts 1927, og den blev afsluttet den 15. oktober 1928. Gennem hele livet afviste Marilyn Monroe, at Mortensen var hendes far. Hun sagde, at da hun var barn, fik hun vist et fotografi af en mand, som Gladys identificerede som hendes far; Charles Stanley Gifford. Hun huskede, at han havde en tyndt overskæg og noget lignede Clark Gable, og at hun havde moret sig ved at foregive, at Gable var hendes far.
Gladys var for mentalt og økonomisk ustabil til at passe den unge Norma Jeane, så hun blev passet af plejeforældre Albert og Ida Bolender, som boede i Hawthorne, Californien, hvor hun boede indtil hun var syv. En dag kom Gladys på besøg og krævede at få Norma Jeane tilbage. Ida nægtede, da hun vidste Gladys var ustabil, og at det ikke ville gavne hendes unge datter. Gladys trak Ida ind i gården, og løb hurtigt tilbage til huset og låste sig inde. Flere minutter senere gik hun ud med en af Albert Bolenders militær-tasker. Til Idas rædsel havde Gladys proppet en skrigende Norma Jeane i en taske, lynet den op, og var i færd med at bære hende ud. Ida og Gladys kæmpede om tasken, så den faldt fra hinanden, hvor Norma Jeane, som græd højlydt, dumpede ud. Ida greb hende og trak hende med ind i huset, væk fra Gladys. I 1933 havde Gladys købt et hus, og Norma Jeane kom for at bo hos hende. Et par måneder senere begyndte Gladys at få nervesammenbrud, der plagede hende for resten af livet. I My Story, erindrer Monroe at hendes mor "skrigende og leende" blev bragt til State Hospital i Norwalk.
Gladys bedste ven, Grace McKee, blev Monroe værge. Det var Grace, der fortalte hende, at hun en dag ville blive blive filmstjerne. Grace blev tryllebundet af Jean Harlow og lod Norma Jeane få makeup og håret krøllet. De gik i biografen sammen, grundlaget for Norma Jeanes fascination af biografen og stjernerne på skærmen. Da Norma Jeane var ni, blev McKee gift Ervin Silliman "Doc" Goddard i 1935, og Monroe kom til Los Angeles Orphans Home (senere omdøbt Hollygrove) og en række børnehjem. Mens hun var på Hollygrove, var flere familier interesseret i at adoptere hende, men Gladys nægtede at underskrive adoptionspapirerne og forpurrede det. I 1937 flyttede Monroe til Grace og Doc Goddards hus, hvor Docs datter fra et tidligere ægteskab også boede. Grundet Docs hyppige forsøg på seksuelt overfald på Norma Jeane, varede dette arrangement ikke længe.
Grace sendte Monroe til sin grandtante, Olive Brunings, i Compton i Californien. Det endte hurtigt med at en af Olives sønner angreb pigen. Biografer og psykologer har stillet spørgsmålstegn ved, om nogle af Norma Jeanes senere adfærdproblemer (dvs. hyperseksualitet, søvnforstyrrelser, misbrug, forstyrrede interpersonelle relationer), var en manifestation af virkningerne af seksuelt misbrug i barndommen i forbindelse med hende allerede problematiske forhold til hendes sindssyge mor og plejepersonale.
I begyndelsen af 1938 sendte Grace hende til endnu en tante, Ana Lower, der boede i Van Nuys-området i Los Angeles County. År senere talte hun kærligt om den tid, hun tilbragte med Lower, som hun kaldte "Tante Ana". Hun forklarede, at det var en af de eneste gange i hendes liv, da hun følte virkelig sig stabil. Lower udviklede senere alvorlige sundhedsproblemer.
I 1942 flyttede Monroe tilbage til Grace og Doc Goddard. Mens hun gik på Van Nuys High School, mødte hun en nabos søn, James Dougherty (mere almindeligt omtalt som blot "Jim"), og indledte et forhold til ham. Flere måneder senere flyttede Grace og Doc Goddard til Virginia, hvor Doc fik et lukrativt jobtilbud. Det blev aldrig forklaret, hvorfor de besluttede ikke at tage Monroe med. Et tilbud fra et af kvarterets familier om at adoptere hende blev afvist af Gladys. Med få muligheder tilbage henvendte Grace sig til Doughertys mor og foreslog, at Jim gifte sig med hende, så hun ikke skulle tilbage til et børnehjem eller plejefamilier, da hun var to år under den californiske myndighedsalder. Jim var oprindeligt tilbageholdende, men han gav efter og giftede sig med hende i en ceremoni arrangeret af Ana Lower.
Under Anden Verdenskrig kom Dougherty i 1943 i handelsflåden. Han blev udstationeret på Santa Catalina Island ud for Californiens vestkyst, og Monroe boede sammen med ham i byen Avalon i flere måneder, før han blev sendt ud på Stillehavet. Monroe bad ham gøre hende gravid, før han rejste. Dougherty var uenig, da han mente at hun var for ung til at have en baby, men han lovede at tage spørgsmålet op, når han vendte hjem. Monroe flyttede ind hos Doughertys mor.

## Filmroller
| 1947 | The Shocking Miss Pilgrim†             | Telefon Pige         | 20th Century-Fox    |   |
| 1947 | Dangerous Years                        | Evie                 | 20th Century-Fox    |   |
| 1948 | Green Grass of Wyoming†                | Danse pige           | 20th Century-Fox    |   |
| 1948 | You Were Meant for Me†                 |                      | 20th Century-Fox    |   |
| 1948 | Scudda Hoo! Scudda Hay!†               | Betty                | 20th Century-Fox    |   |
| 1948 | Ladies of the Chorus                   | Peggy Martin         | Columbia Pictures   |   |
| 1949 | Love Happy                             |                      | United Artists      |   |
| 1950 | A Ticket to Tomahawk†                  | Clara                | 20th Century-Fox    |   |
| 1950 | The Asphalt Jungle                     | Angela Phinlay       | Metro-Goldwyn-Mayer |   |
| 1950 | Alt om Eva                             | Miss Claudia Caswell | 20th Century-Fox    |   |
| 1950 | The Fireball                           | Polly                | 20th Century-Fox    |   |
| 1950 | Right Cross†                           | Dusky Ledoux         | Metro-Goldwyn-Mayer |   |
| 1951 | Home Town Story                        | Iris Martin          | Metro-Goldwyn-Mayer |   |
| 1951 | As Young as You Feel                   | Harriet              | 20th Century-Fox    |   |
| 1951 | Love Nest                              | Roberta Stevens      | 20th Century-Fox    |   |
| 1951 | Let's Make It Legal                    | Joyce Mannering      | 20th Century-Fox    |   |
| 1952 | Clash by Night                         | Peggy                | RKO                 |   |
| 1952 | We're Not Married!                     | Annabel Jones Norris | 20th Century-Fox    |   |
| 1952 | Don't Bother to Knock                  | Nell Forbes          | 20th Century-Fox    |   |
| 1952 | Monkey Business                        | Miss Lois Laurel     | 20th Century-Fox    |   |
| 1952 | O. Henry's Full House                  |                      | 20th Century-Fox    |   |
| 1953 | Niagara                                | Rose Loomis          | 20th Century-Fox    |   |
| 1953 | Gentlemen foretrækker blondiner        | Lorelei Lee          | 20th Century-Fox    |   |
| 1953 | Tre piger søger en millionær           | Pola Debevoise       | 20th Century-Fox    |   |
| 1954 | River of No Return                     | Kay Weston           | 20th Century-Fox    |   |
| 1954 | There's No Business Like Show Business | Victoria Hoffman     | 20th Century-Fox    |   |
| 1955 | The Seven Year Itch                    | Pigen                | 20th Century-Fox    |   |
| 1956 | Bus Stop                               | Cherie               | 20th Century-Fox    | . |
| 1957 | The Prince and the Showgirl            | Elsie Marina         | Warner Brothers     |   |
| 1959 | Ingen er fuldkommen                    | Sugar Cane Kowalczyk | United Artists      |   |
| 1960 | Let's Make Love                        | Amanda Dell          | 20th Century-Fox    |   |
| 1961 | De frigjorte                           | Roslyn Taber         | United Artists      |   |
| 1962 | Something's Got to Give                | Ellen Wagstaff Arden | 20th Century-Fox    |   |

## Kulturel betydning
Marilyn Monroe har gennem årtierne inspireret et væld af andre skuespillere og modeller.
Hendes særlige ikoniske status hyldes i filmen Tommy, baseret på The Whos rockopera af samme navn.
Museum Erotica i København havde i årevis en særudstilling dedikeret til Marilyn Monroe, hvor bl.a. en af hendes kjoler var udstillet.

## Bøger på dansk
- Kai Berg Madsen: En amerikansk succes – Historien om Marilyn Monroe (1953)
- Mogens Fønss: Marilyn Monroe (Samlerens Filmbøger, 1958)
- Hans Jørgen Lembourn: 40 dage med Marilyn (Schønberg, 1977)
- Anthony Summers: Den nøgne gudinde – sandheden om Marilyn Monroe (Erichsen, 1986)
- Stig Ultima Pedersen: Ingen er fuldkommen! (Ultima, 1987)
- Gloria Steinem: Marilyn (Information, 1987)
- Donald Spoto: Marilyn Monroe – sandheden om hendes liv og død (Wangel, 1993)
- Marilyn Monroe: Marilyn Monroe – som jordbær med fløde (Nyt Nordisk Forlag, 1996)
- Mike Evans: Historien om Marilyn (Aschehoug, 2006)
- Eve Arnold: Marilyn Monroe (Gyldendal, 2006)
- Vagn Søndergaard: Hvorfor blev Marilyn Monroe myrdet - og af hvem? (BOD, 2012)

## Fodnoter
1. 1 2  She obtained an order from the City Court of the State of New York and legally changed her name to Marilyn Monroe on February 23, 1956.Skabelon:Source?
2. ↑  "Marilyn Monroe's Official Web site .::. Fast Facts". Arkiveret fra originalen 17. oktober 2012. Hentet 20. oktober 2012.
3. ↑  "Marilyn Monroe Biography". Arkiveret fra originalen 17. oktober 2012. Hentet 20. oktober 2012.
4. ↑  Sara Griberg: Elsket, ulykkelig – og myrdet? (Alt om Historie nr. 10, 2009)
5. ↑  Churchwell, pp. 150–51.
6. ↑  Riese and Hitchens, p. 33.
7. ↑  Churchwell, p. 151.
8. 1 2 3  Summers, p. 5.
9. ↑  Churchwell, p. 150, citing previous biographers Anthony Summers, Donald Spoto and Fred Guiles.
10. ↑  L.A.County Hall of Records Case No. D-53720, 05MAR1927.
11. ↑  AP (13. februar 1981). "Mortensen's Death and documents". New York Times. Hentet 2. marts 2010.
12. ↑  Churchwell, p. 154.
13. ↑  Taraborrelli JR (2009). The Secret Life of Marilyn Monroe. New York: Grand Central Publishing, pp. 35–56.
14. ↑  "Milestones". Uplift Family Services. Uplift Family Services. Arkiveret fra originalen 13. maj 2020. Hentet 28. september 2009.
15. ↑  Taraborrelli JR (2009). The Secret Life of Marilyn Monroe. New York: Grand Central Publishing, pp. 81–83.
16. ↑  Daniel Schechter, Erica Willheim (2009). Evaluation of possible child sexual abuse and its sequelae in the case of an adult female patient. In JW Barnhill (Ed.) Approach to the Psychiatric Patient. American Psychiatric Association Press. pp. 328–332.
17. ↑  She obtained an order from the City Court of the State of New York and legally changed her name to Marilyn Monroe on February 23, 1956.
18. ↑  McLellan, Dennis (18. august 2005). "James Dougherty, 84; Was Married to Marilyn Monroe Before She Became a Star". Los Angeles Times. Hentet 13. maj 2011.
19. ↑  "Personal Letter from a 16-Year Old Marilyn Monroe Sells for $52,460 at Bonhams & Butterfields". artdaily.org. April 20, 2011. Retrieved May 7, 2011.
20. ↑  "Let's Make Loaf: Marilyn Monroe's stuffing recipe reveals her hidden talent as a domestic goddess". Daily Mail. UK. 13. november 2010. Hentet 13. maj 2011.
21. ↑  Nicolas Barbano: Så vildt sexet turde Marilyn ikke være (PS Pige-Special nr. 11, 1992)
22. ↑  Johnny Alucard: Video Sex (PS Pige-Special nr. 9, 1994 + nr. 3, 1995)
23. ↑  Nicolas Barbano: Norma Jean er død, men Marilyn lever! (Super PS nr. 1, 1995)